# Iglesia de San Miguel (Alzaga)
La iglesia de San Miguel es un inmueble de la localidad española de Alzaga, en la provincia de Guipúzcoa.

## Descripción
El edificio se encuentra en la localidad española de Alzaga, perteneciente a la provincia de Guipúzcoa, en la comunidad autónoma del País Vasco. Se menciona como iglesia parroquial del lugar en el Diccionario histórico-geográfico-descriptivo de los pueblos, valles, partidos, alcaldías y uniones de Guipúzcoa (1862) de Pablo de Gorosábel, donde aparece descrita con las siguientes palabras:

La iglesia parroquial es de la advocacion de San Miguel, de patronato de la misma villa. Se halla servida por un rector, de presentacion de los propietarios de casas del pueblo, y un por un beneficiado que lo era antes del rey ó del rector en sus respectivos meses ordinarios.
(Gorosábel, 1862, p. 22)